# Рельєф Мітри
«Рельєф Мітри» (нім. Mithras-Relief) — давньоримський мармуровий рельєф, присв'ячений Мітрі — бог індо-іранського походження, створений у 2-й половині II століття. Зберігається у Колекції грецьких та римських старожитностей у Музеї історії мистецтв, Відень (інвен. номер I 624).
Рельєф походить з околиць Монастеро, що поблизу Аквілеї та зображує сцену вбивства бика (тауроктонія), центральну сцену із культу божества сонця й світла Мітри. Рельєф виконаний з білого мармуру.
На рельєфі Мітра впирається коліном у спину вже поваленого бика, він дивиться уверх, очікуючи на знак, щоб убити бика, у той час, як інші сонячні божества намагаються загнати тварину до печери. Повідомлення мав би принести ворон, від зображення якого, лишилися лише пазурі на мантії Мітри. Символічно зображені й інші тварини, що нападають на бика: собака та змія п'ють його кров, а скорпіон намагається своїми клешнями вхопитися за його яєчка. З хвоста бика проростають колосся пшениці. Ця сцена символізує силу божества світла, яке утворює новий космічний порядок, та одночасно, цикл смерті та народження. По боках зображені дві фігури — факельники Каутес і Каутопатес, які символізують зимове та літнє сонцестояння.
Містичний релігіний культ навколо бога Мітри поширився в римській армії в I—IV століттях. Поширення мітраїзму в провінціях Римської імперії є заслугою армії, оскільки культ Мітри вперше потрапив разом з солдатами допоміжних загонів східного походження в римську армію. Інформація про цей культ головним чином базується на інтерпретації численних збережених пам'яток. Найбільш характерні для них зображення Мітри, що народжується зі скелі й приносить у жертву бика.